# Sándor Kaló
Sándor Kaló, madžarski rokometaš, * 16. marec 1944, Egyek, † 28. januar 2020.
Leta 1972 je na poletnih olimpijskih igrah v Münchnu v sestavi madžarske rokometne reprezentance osvojil osmo mesto.